# 荻江露友
荻江 露友（おぎえ ろゆう）は、江戸時代中期以来の荻江節の家元。

## 初代
（生年不詳 - 天明7年7月5日（1787年8月17日））本姓・千葉。
陸奥弘前藩の家中千葉源左衛門の子。長唄唄方の初代松島庄五郎の門人。名は新七。明和3年（1766年）から明和5年（1768年）に江戸市村座で長唄の立を務め、引退後お座敷風長唄の荻江節を創始、吉原廓内でお座敷風の長唄を流行らせ荻江節の祖となる。露友の名を弟子に譲り自ら長谷川泰琳を名乗って引退した。
長唄メリヤスの作曲として「びんずる」が伝承されている。

## 2代目
（生年不詳 - 寛政7年9月10日（1795年10月22日））
初代の門弟で姓は有田、通称を栄橘が安永時代に襲名。芸の上では初代のより劣った。

## 3代目
詳細不明。異説がある。
2代目の門弟の荻江露鶴の子の喜仙が1847年に3代目を襲名したとされる。他の説で吉原の遊郭玉屋の主人の山三郎が襲名したとも。

## 4代目
（天保7年（1836年） - 明治17年（1884年）6月30日）本名は飯島喜左衛門。本姓は井口。屋号は近江屋。通称は近江屋喜左衛門を略した「近喜」。
江戸深川北川町の米穀問屋。生家が富豪であったため紀伊國屋文左衛門（紀文）に準えて「今紀文」を喧伝された、自身も豪奢な生活をした。1876年に長らく途絶えていた露友を襲名。近代落語の名人三遊亭圓朝の創作の「荻江の一節」のモデル。墓所は江東区因速寺。本国は信濃国安曇郡穂高で、宿場町の問屋職を務めた旧家であった。

## 5代目
（1892年10月10日 - 1993年9月22日）女性で、本名・前田（旧姓：松本）すゑ。日本画家の前田青邨の妻。
愛知県名古屋市出身。10代のころ上京して琴を萩岡松韻に習う。長唄を杵屋勘五郎、芳村伊十郎に学び、鼓を10代で田中伝右衛門、2代目望月太左衛門に師事、河東節を山彦秀翁に学び、清元を清元延寿太夫に師事、清元三味線を清元梅吉に習い、荻江節は実姉の荻江露章（初代、佐橋露章、荻江章とも）に習い、1911年東京本郷渡辺女学校卒、1956年5代目を襲名、荻江真守会を創立、1966年作曲の「蝉丸」がNHKの出品で芸術祭奨励賞受賞。1969年芸術選奨文部大臣賞受賞、1971年日本芸術院賞受賞、日本芸術院会員、1973年香淳皇后の古稀を祝って御前演奏、勲三等瑞宝章受章。荻江流2代目家元は荻江寿友。